# Antichiroides hegoi
Antichiroides hegoi är en skalbaggsart som beskrevs av Soula 2002. Antichiroides hegoi ingår i släktet Antichiroides och familjen Rutelidae. Inga underarter finns listade i Catalogue of Life.